# Fluid katalitikus krakkolás
A fluid katalitikus krakkolás avagy fluidizált ágyas katalitikus krakkolás (angolul Fluid Catalytic Cracking, FCC) a kőolajfinomítás egyik legfontosabb művelete. Széles körben használják a kőolaj nagymolekulasúlyú frakcióinak feldolgozására értékesebb, könnyű termékek előállítására. 2006-ban világszerte 400 kőolajfinomító használja ezt a módszert az általuk kezelt kőolaj körülbelül egyharmadának a feldolgozására.

## Folyamatábra

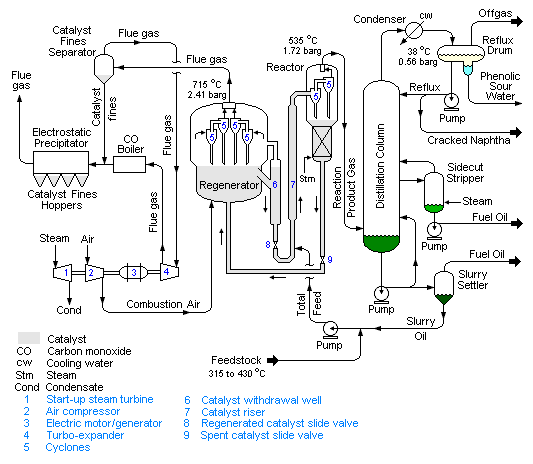
A fluidizált katalitikus krakkolás sematikus folyamatábrája